# Tomastjärnen
Tomastjärnen är en sjö i Ånge kommun i Medelpad och ingår i Ljungans huvudavrinningsområde.